# 琉球における信仰
琉球における信仰では、古琉球および琉球王国を中心とした領域における信仰のうち、琉球神道以外のものを扱う。

## ヒヌカン信仰
奄美・琉球土着のものである点においては琉球神道と同様であるが、民間信仰としてのヒヌカン信仰は発展経緯や形式がはっきりと異なる。琉球においてヒヌカン（火の神）はティダ（日神）と同じものとされ、按司や王権の権威付けの元となり、琉球王府の祭政一致体制の基盤となった。
ヒヌカンの起源は、定まった場所に3つの石を並べてこれを拝んだものであった。3つの石の上に鍋を乗せて火にかけて煮炊きをする事から、原始から竈の神でもあったと考えられている。火と竈の神は世界各地で見られるが、琉球でヒヌカンは火そのものからは離れて、竈や一家の繁栄、家庭の冠婚葬祭まで一切を守護するものと捉えられてきた。

### 民俗
民間信仰としてのヒヌカンは、神職（ノロやユタ）の職業信仰が家庭に簡素な形で広まり、さらに後述の道教の竈神信仰と習合した形態と考えられる。これは一般民衆に広く受け入れられ、各家庭の竈（かまど）（現代はコンロ）の上にヒヌカンのお札を貼り、女性が拝む風習が現代まで残っている。
起源につき、沖縄における仏壇が家庭に置かれるようになったのは近世以降だが、ヒヌカンは古琉球の時代からあったと言う。
家庭の竈の上に在るヒヌカンはお通し所（うとぅーしどぅくる）として、神々と交信のできる場所とされている。ヒヌカンで女性（主に老女、祖母）が拝む祝詞は「グイス」と言う。毎月旧暦の朔望（1日と15日）になるとグイスと共に「チムガカイ」（気がかりな事）を唱える。炊いた白米を三膳と沖縄線香（平御香）を供える。なお、ヒヌカンを先に、その次にトートゥーメーを拝む。基本的に、ヒヌカンに触ったり拝んだりするのは女性だけで、男子禁制である。
またトートーメーが男系継承されるのと対照的に、ヒヌカンは姑から嫁へ、母から娘へと女系継承されると言われる。ヒヌカンは香炉（御香炉、ウコール）の灰の一部を灰分けするのが正しい継承のしきたりであるが、現代は特に灰分けしない家庭も増えている。

### 比較
神道における火の神はカグツチがみられる。日本本土でも、火と竈の神三宝荒神が見られるが、これは神道、密教や山岳信仰が習合して成立したとされ、神道・仏教に転帰し神社・仏閣で祀られている。神前での悪口や陰口が禁忌とされるのはヒヌカンと相似する。

## 仏教

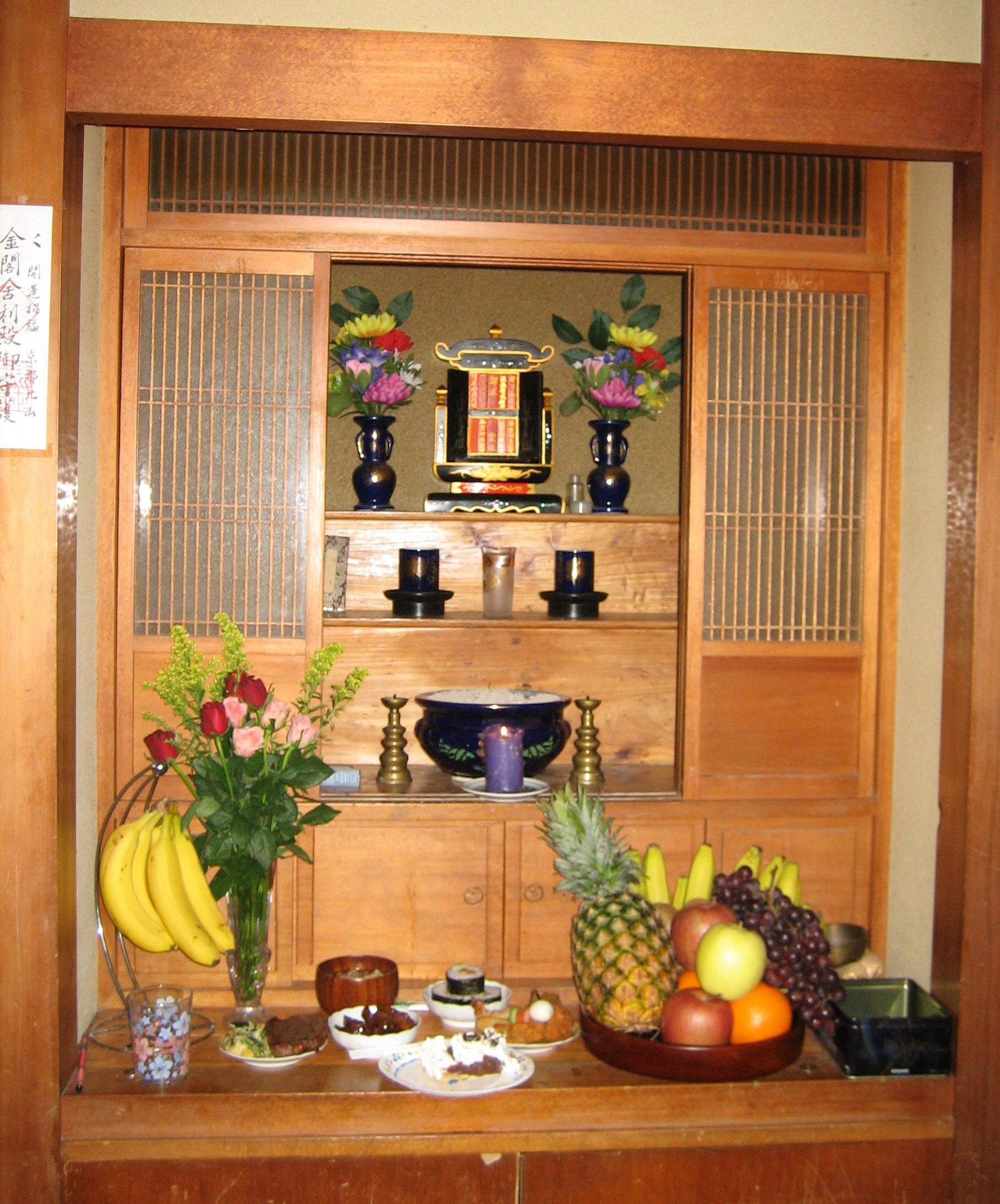
沖縄の仏壇（ブチダン）

### 概要
琉球王国時代における仏教は国王、王族や士族の一部が崇拝するだけであり、大和のように庶民にまで念仏が早くから普及したのとは、様相を異にしていた。それでも王国廃止、沖縄県設置以降は庶民にも普及した。沖縄県外ほど宗派にこだわりはなくユタを呼ぶ場合もある。位牌は中国や日本に見られる仏式のものと異なり、尊御前（トートーメー）と言う祖先の位牌を置く。また供物も、県外での正式なものは一汁三菜など精進式だが、沖縄では豚の角煮など肉類も普通に供える。

### 古琉球の仏教
『琉球国由来記巻十』の「琉球国諸寺旧記序」によれば、英祖の治世、咸淳年間（1265年〜1274年）に国籍不明の禅鑑なる禅師が小那覇港に流れ着いた。禅鑑は補陀落渡海僧であるとだけ言って詳しいことは分からなかったが、時の英祖王は禅鑑の徳を重んじ、これを開基として浦添城の西に補陀落山極楽寺を建立した。「琉球国諸寺旧記序」は、これが琉球における仏教のはじめとしている。禅鑑の国籍について、鳥越憲三郎は『琉球国由来記』の記述に従い国籍不詳としており、また多田孝正は南宋の僧侶である禅鑑体淳に琉球への仏教伝来を仮託した可能性を指摘している。極楽寺は後の龍福寺となり、現在は廃寺となっている。
その後、察度によって1368年（応安元年）に日本の頼重法印が来琉して勅願寺（現在の護国寺）を開き、真言宗を伝えた。
第一尚氏王統の尚泰久王の治世には京都から高僧・芥隠承琥が渡来した。芥隠は琉球における臨済宗の祖とも言うべき人物で、尚真王が1492年（明応元年）に円覚寺を創建するにあたって、芥隠を開基とした。円覚寺は琉球王家の庇護厚く、沖縄戦で焼失するまで琉球第一の巨刹として繁栄した。歴代国王の御後絵（肖像画）はすべて円覚寺に安置されていた。円覚寺、天王寺、天界寺を合わせて那覇三大寺といった。他に那覇の崇元寺も昔から有名である。
泰久王はまた、多くの梵鐘を鋳造させたが、中でも首里城正殿に掛けられていた万国津梁の鐘は有名である。「舟楫（しゅうしゅう）をもって 万国の津梁(しんりょう)となし 」という銘文には、海洋国家としての気概が示されているが、銘文の後半では仏教の興隆を謳っている。

### 近世

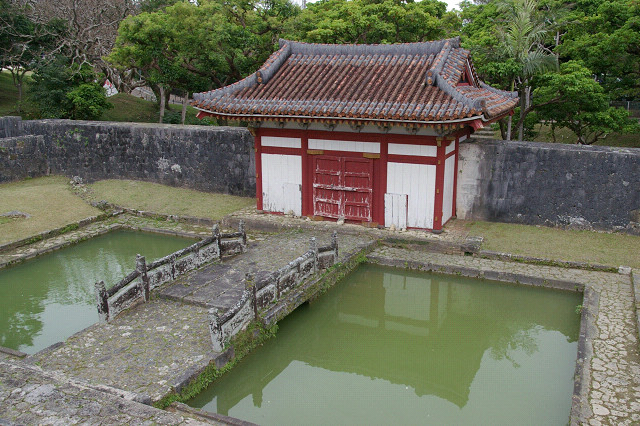
円覚寺跡

また、1603年（慶長8年）には明への渡航を志した日本の僧侶、袋中が琉球に渡り浄土宗を伝えた。滞在期間は3年であったが尚寧王の帰依を受けている。エイサーは袋中が伝えた念仏踊りが元である。また、帰国後「琉球神道記」も著している。
薩摩藩は藩内で浄土真宗を禁圧していたが、これは琉球にも適用される。1636年（寛永13年）以来宗門改めが実施されるが、一向宗はまだ渡来していなかった模様である。それでも19世紀になると一向宗の摘発が行われるようになり、1853年（嘉永6年）には先祖が薩摩からやってきた官吏、仲尾次正隆とその信徒が摘発されている。

### 琉球における仏教
鳥越憲三郎は、日本と同様に、琉球においても仏教は国家安泰の保障、ないし実権者の実権擁護を願って入れられたものであったとしてる。しかし日本では時代の経過と文化の発展とによって政治的企図が破砕され、次第に本来の使命である民間信仰的なものへ還ったが、琉球では王国の崩壊まで寺院は国王およびその一族と共にあり、ついに民衆の信仰の対象となる時期を持たずして終わったと述べている。その一方で、御嶽に線香が供えられ香炉が設置されることが仏教の影響であることや、仏教信者でも定まった寺院の檀徒でもないのに位牌を安置する仏壇を備えるのは、王族の私寺における貴族風に倣ったためであると指摘している。
宮里朝光「琉球人の思想と宗教」によれば、琉球人は寛容で進取の気性に富んだので諸国と交易し、それらの国から多くの文化を取り入れたが、取り入れた外国文化は自国文化と融合させて独特の文化をつくったと述べ、仏教もその内容を琉球固有のものに変えたとしている。具体的には、琉球人は経文を知らず数珠も持たず、礼拝も祈る言葉も供物も琉球的で禅門で禁じた酒を供える。また、寺に祀る仏を神、寺を宮と言い、琉球の神と区別せず霊験あらたかな神として、御嶽を拝むのと差異なく拝むのだという。また、尚寧王の時代より中元節の行事に盆行事が加わり、慶長の役後に盆祭が盛大におこなわれたことが冊封使の記録からわかり、起源は不明だが仏教の影響により盆行事がおこなわれるようになったと述べている。さらに宮里朝光は、琉球は人間平等で現世主義であったため、仏教をただ国家鎮護として受け入れ、一般民衆のものにならなかったのも当然のことであると述べている。

### 民俗
前述のとおり沖縄の仏壇（ブチダン）では、竈のヒヌカンと同じく、毎月旧暦の朔望（1日と15日）になるとトートーメーにお供え物や掃除を行う風習がある。炊いた白米を二膳と沖縄線香（平御香）を供える。なお、ヒヌカンを先に、その次にトートーメーを拝む。

## 道教
琉球に道教が伝来した正確な時期を示す文献はないが、1719年（康熙58年・享保4年）に来琉した冊封使・徐葆光の『中山伝信録』の中に、道教の竈祭（かまどの神を祝う祭）が行われていたとの記述があることから、18世紀初頭には道教が信仰されていた事実を確認できる。その後、道教は琉球土着のヒヌカン信仰と融合して、女性の間で広く信仰された。

## 神道

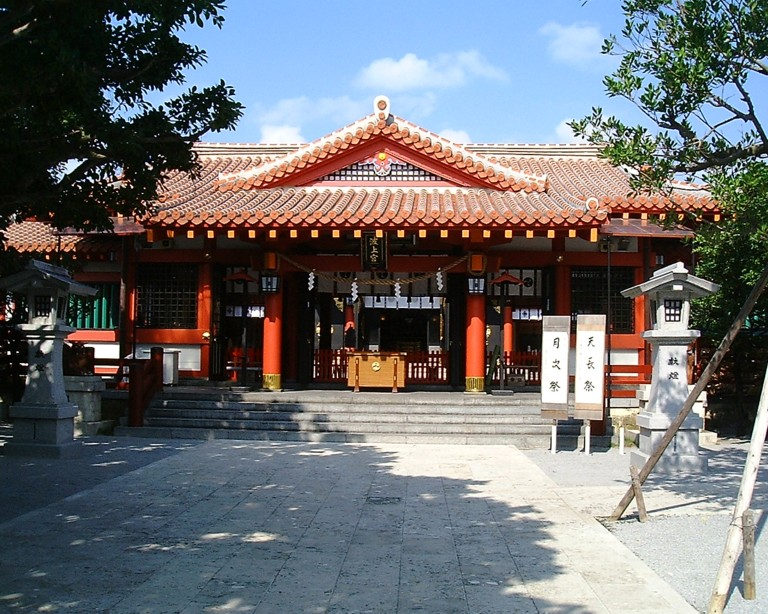
波上宮の拝殿

尚金福王が、それまで島だった那覇と首里を結ぶ「長虹堤」の建設を始めるも幾度となく頓挫、1451年（景泰2年・宝徳3年）に天照大神を日本本土から招き、祈願したところ完成したため、那覇若狭町に天照大神を祀った長寿宮（後の浮島神社、1988年に波上宮内仮宮に遷座）を創建したのが、史書で確認できる琉球最初の神社建立である。沖縄本島には波上宮（勅願寺と共に1368年創建が有力）、沖宮、識名宮、普天間宮、末吉宮、安里八幡宮、天久宮、金武宮の八社（琉球八社）がある。このうち、七社が熊野権現を、一社は八幡大神を祀っている。琉球国一の宮は波上宮である。

## キリスト教
キリスト教の伝来は、尚豊王の治世の1622年（天啓2年・元和8年）、八重山に南蛮船が渡航して布教を行ったのが始まりである。日本ではキリスト教はすでに禁止されていたが、ジャワやルソンから往来する南蛮船が琉球諸島にたびたび寄港していた関係から、布教活動が行われた。しかし、この頃から琉球でもキリスト教は公には禁止されており、また薩摩藩からも度々禁令が発せられて琉球側に伝達されていたので、キリシタンは摘発されると罰せられた。
琉球における最も大きなキリシタン禁圧は八重山キリシタン事件である。すでに琉球が薩摩の附庸下に入っていた1624年（天啓4年・元和10年）、スペイン船が石垣島に漂着した。この船にはドミニコ会神父ルエダが載っていた。石垣島宮良間切の元頭職石垣永将は彼らをもてなすとともに、「稽古事」(キリスト教を学ぶこと)を行っていたとして琉球王府に流罪とされ、さらに1634年（崇禎7年・寛永11年）には薩摩藩が石垣の処刑を求め、翌年、火あぶりの刑に処された。ルエダ神父も殺害された。これ以後、琉球でも禁教策が強化され、1636年（崇禎9年・寛永13年）、薩摩藩は琉球に宗門改の実施を求めた。
ちなみに沖縄の一部地域には、薩摩藩による宗門改めに由来する伝統行事が残っているところもある。
1844年（道光24年・天保15年）にフランスの宣教師が、1846年（道光26年・弘化3年）にはイギリスのバーナード・ジャン・ベッテルハイムなどが来琉して、それぞれの軍隊の力を背景として布教活動を許可するよう王府に圧力を掛けた。王府は対応に苦慮しながらも護国寺などへの居住を許可したが、布教活動には様々な制限を加えることで対抗した。ベッテルハイムは滞在中琉球方言を修得し、新約聖書の福音書のいくつかを翻訳して「琉球聖書」を作成、後に香港で出版した。
日本本土では明治維新の少し後、1873年（明治6年）にキリスト教が黙認の形で事実上解禁され、1880年代の欧化政策、大日本帝国憲法の制定（信教の自由）により広まった。沖縄では琉球処分後の1887年（明治20年）、県外のキリスト教伝道師団が来琉し広まった。沖縄戦では集団疎開と戦禍により教会は一時消滅状態に陥ったが、米軍統治下で速やかに宗教面の復興が図られ、1946年2月には沖縄基督教連盟が結成されている。米軍による土地収用にベル宣教師が軍政批判の論文を著している（島ぐるみ闘争）。本土復帰以降も信教の自由により同様である。

## イリキヤアマリ信仰
イリキヤアマリ（伊理幾屋安真理）とは、かつて八重山諸島で信仰されていた神。
『球陽』によると洞窟に住み火を使うことを知らず動物のように生きていた八重山の人々の前に現れ、火の使い方や農耕を教えた文化神だったという。琉球王国は邪教とみなして弾圧したため、石垣島の島民はこれに反発して1500年にはオヤケアカハチの乱が起きたが鎮圧され、イリキヤアマリへの信仰も禁じられたため廃れた。